# Clematis vietnamensis
Clematis vietnamensis là một loài thực vật có hoa trong họ Mao lương. Loài này được W.T.Wang & N.T.Do mô tả khoa học đầu tiên năm 2006.